# Captain America: First Avenger
Pour les articles homonymes, voir Captain America (homonymie).
Série l'univers cinématographique Marvel
Thor
(2011) Avengers
(2012)
Série Captain America
Captain America : Le Soldat de l'hiver
(2014)
Pour plus de détails, voir Fiche technique et Distribution.
Captain America: First Avenger (Captain America: The First Avenger), ou Capitaine America : Le Premier Vengeur au Québec, est un film de super-héros américain réalisé par Joe Johnston, sorti en 2011.

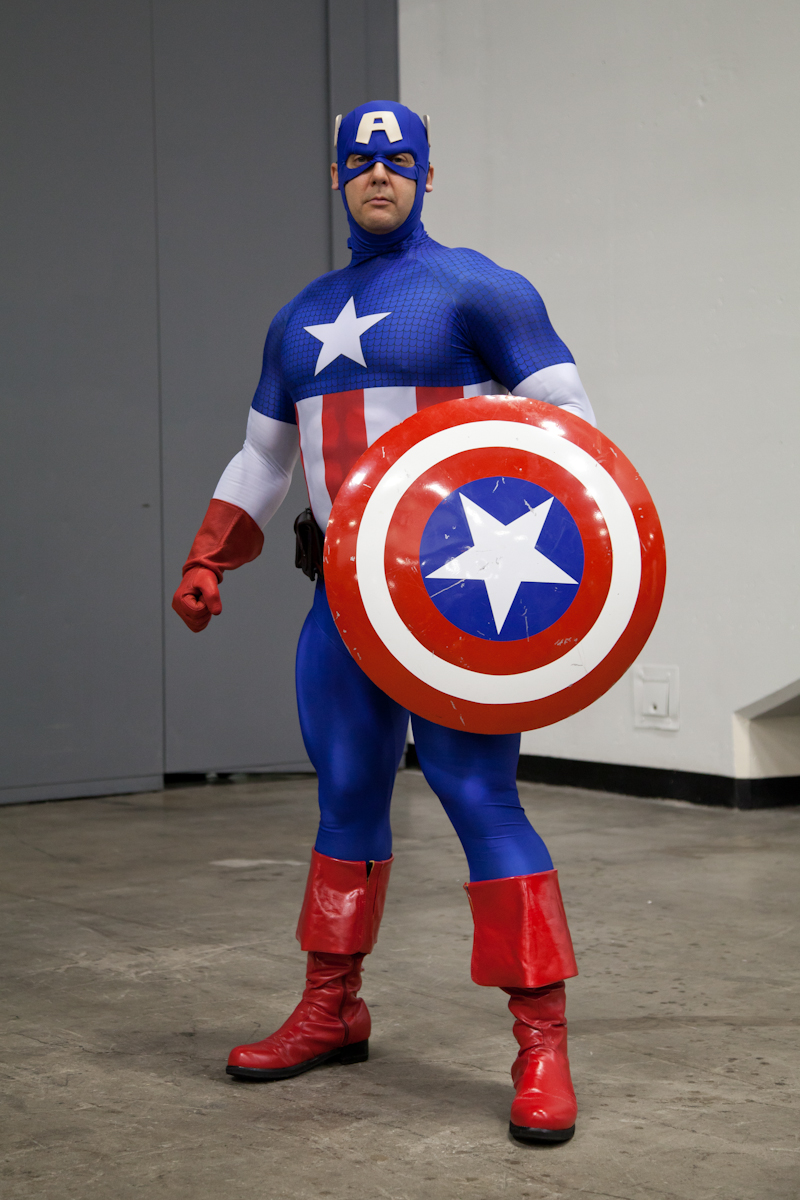
Cosplay de Captain America avec son bouclier

Il s'agit du cinquième film de l'univers cinématographique Marvel et il fait partie de la phase une.
Le film raconte l'histoire de Steve Rogers, un jeune homme frêle de Brooklyn transformé en un super-soldat nommé Captain America durant la Seconde Guerre mondiale. Il doit arrêter Crâne rouge, chef d'HYDRA, qui a mis au point des armes surpuissantes en utilisant une mystérieuse source d'énergie.
Le film connaît trois suites : Captain America : Le Soldat de l'hiver en 2014, Captain America: Civil War en 2016, ainsi que Captain America: Brave New World en 2025. Une adaptation vidéoludique voit également le jour en 2011. En 2021, l'intrigue du film est refaçonnée dans un épisode de la série d'animation What If...?.

## Synopsis
En 2011, une équipe découvre dans l'Arctique l'épave d'une aile volante. À l'intérieur, elle trouve un objet circulaire avec un motif rouge, blanc et bleu.
En mars 1942, en pleine Seconde Guerre mondiale, Johann Schmidt, chef d'HYDRA, l'unité scientifique secrète du Troisième Reich, envahit avec ses troupes la ville de Tønsberg en Norvège pour s'emparer du Cube cosmique, qui était le joyau le plus précieux du trésor d'Odin.
Dans le New Jersey, en juin 1943, Steve Rogers tente désespérément de s'engager dans l'US Army, mais sa demande est rejetée à cause de ses nombreux problèmes physiques et de santé : il est un être petit et frêle. Après s'être rendu à « l'Exposition, le monde de demain - 1943 » (qui deviendra la Stark Expo) avec son ami James « Bucky » Barnes, Rogers fait une nouvelle tentative pour s'engager. Séduit par le discours qu’il a tenu à son ami et par sa volonté de lutter contre les oppresseurs, le Dr Abraham Erskine, un scientifique allemand ayant fui Augsbourg pour les États-Unis, décide de l'engager. Il est recruté au sein de la SSR (Section Scientifique de Réserve) pour faire partie d'un programme visant à créer une armée de « Super-Soldats », sous la supervision du colonel Chester Phillips assisté de l'agent britannique Peggy Carter. Phillips doute du choix d'Erskine, mais il est moins catégorique après avoir jeté une grenade à blanc sur laquelle Rogers se jette pour sauver ses compagnons alors que ces derniers ont fui. La nuit qui précède l'expérience destinée à faire de Rogers un super-soldat, Erskine lui révèle que Schmidt avait exigé de recevoir le traitement, mais le sérum d'Erskine n'étant pas encore au point, il avait subi des effets secondaires.
Dans sa base des Alpes, Schmidt et le Dr Arnim Zola récupèrent avec succès de l'énergie du Cube cosmique, et Zola veut l'utiliser pour toutes ses créations. Schmidt, après avoir découvert le lieu dans lequel se trouve Erskine et l’avancée de ses travaux décide de le faire assassiner. À Brooklyn, en présence du Colonel Philips, de l’agent Carter et de plusieurs officiels, Erskine assisté d’Howard Stark procède à l’expérience sur Rogers. Ce dernier reçoit le sérum d'Erskine, puis il est irradié à une forte dose de « Rayon-Vita ». L'expérience est un succès, Rogers en ressort physiquement transformé. C'est alors que l'un des individus du public, Heinz Kruger, s’empare d’une fiole de sérum et tue Erskine. Rogers poursuit et capture Kruger, mais ce dernier se suicide en ingérant une capsule de cyanure avant d'être interrogé.

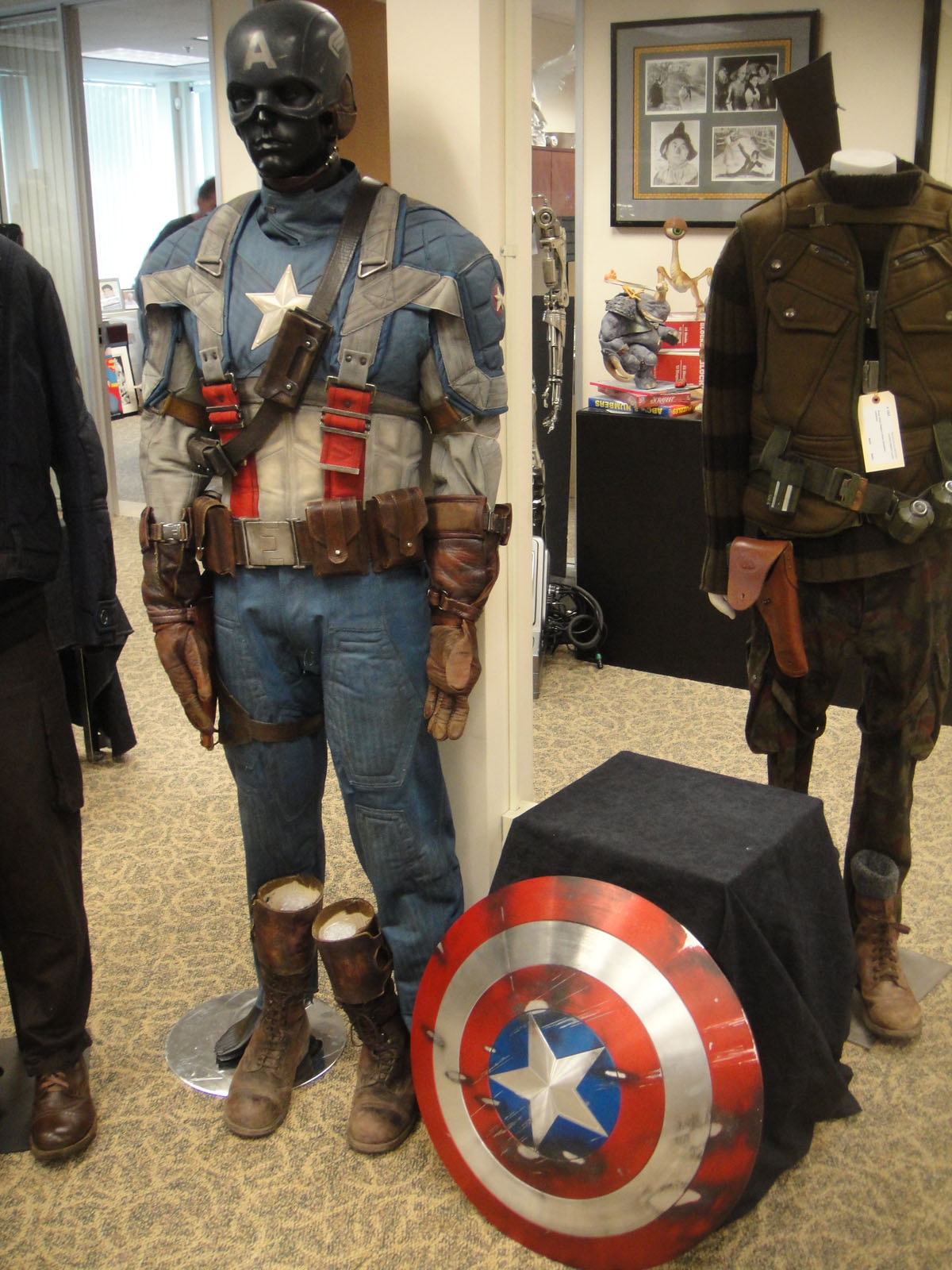
Costume de Captain America dans le film.

Pendant ce temps, Schmidt tue une délégation envoyée par Adolf Hitler, proclamant ainsi l’indépendance d’HYDRA vis-à-vis du Troisième Reich.
Erskine mort et sa formule perdue, Philips refuse que Rogers prenne part au combat. Le sénateur Brandt l'engage alors pour jouer le rôle de « Captain America » auprès du grand public américain, et faire ainsi la promotion des obligations de guerre plutôt que de le laisser être étudié par les scientifiques pour tenter de reproduire la formule d'Erskine. En Italie en novembre 1943, alors qu'il joue devant des militaires engagés, Rogers apprend que l'unité de Barnes a été capturée par les forces de Schmidt. Refusant de croire que son ami est mort, Rogers part seul à sa recherche, avec la complicité de Carter et de Stark. Rogers infiltre la forteresse d'HYDRA, libérant Barnes et les autres soldats capturés. Il affronte Schmidt, qui révèle que son visage est en réalité un masque, et le retire pour montrer les effets secondaires que lui a infligés la première version du sérum d'Erskine : un visage décharné à la peau écarlate, qui lui a valu son surnom de « Crâne rouge ». Schmidt s'échappe et Rogers retourne à la base avec les soldats qu'il a libérés.
Rogers recrute Barnes, Dum Dum Dugan, Gabe Jones, Jim Morita, James Montgomery Falsworth et Jacques Dernier pour attaquer les autres bases d'HYDRA. Stark dote Rogers d'un équipement de pointe, en particulier d'un bouclier circulaire fait à base de vibranium, un métal rare et quasi indestructible. Rogers et son équipe font échouer les opérations d'HYDRA. Plus tard, l'équipe attaque le train de Zola. Ce dernier est capturé, mais Barnes tombe du train et disparaît dans la montagne, sa mort semblant évidente. Grâce à la coopération de Zola, la dernière base d'HYDRA est localisée et Rogers mène une attaque contre Schmidt qui veut bombarder des villes américaines à l'aide d'armes de destruction massive. Rogers grimpe à bord de l'aile volante de Schmidt (la Valkyrie) lors de son décollage. Pendant le combat qui s'ensuit, le Cube cosmique est endommagé. Schmidt le prend à mains nues et il est littéralement aspiré dans une lumière menant dans l'espace. Le Cube cosmique tombe sur le sol de l'aile volante, le brûle et tombe à la mer. Voyant qu'il n'y a aucun moyen de faire atterrir la Valkyrie sans risquer de faire exploser les armes, Rogers se crashe dans l'Arctique. Stark retrouve plus tard le Cube cosmique au fond de l'océan, mais il reste incapable de localiser Rogers ou la Valkyrie.
Rogers se réveille dans un hôpital des années 1940. Après avoir déduit que quelque chose n'allait pas en entendant une diffusion de radio anachronique, il se rend compte que sa chambre n'est qu'un décor. Il s'enfuit au dehors et se retrouve dans le Times Square contemporain. Il est rejoint par Nick Fury qui l'informe qu'il a dormi pendant « près de 70 ans ». 
Scène post-générique
Steve Rogers s’entraîne en pleine nuit. Nick Fury vient le voir et lui apprend qu'il va avoir besoin de lui pour sauver le monde.

## Fiche technique

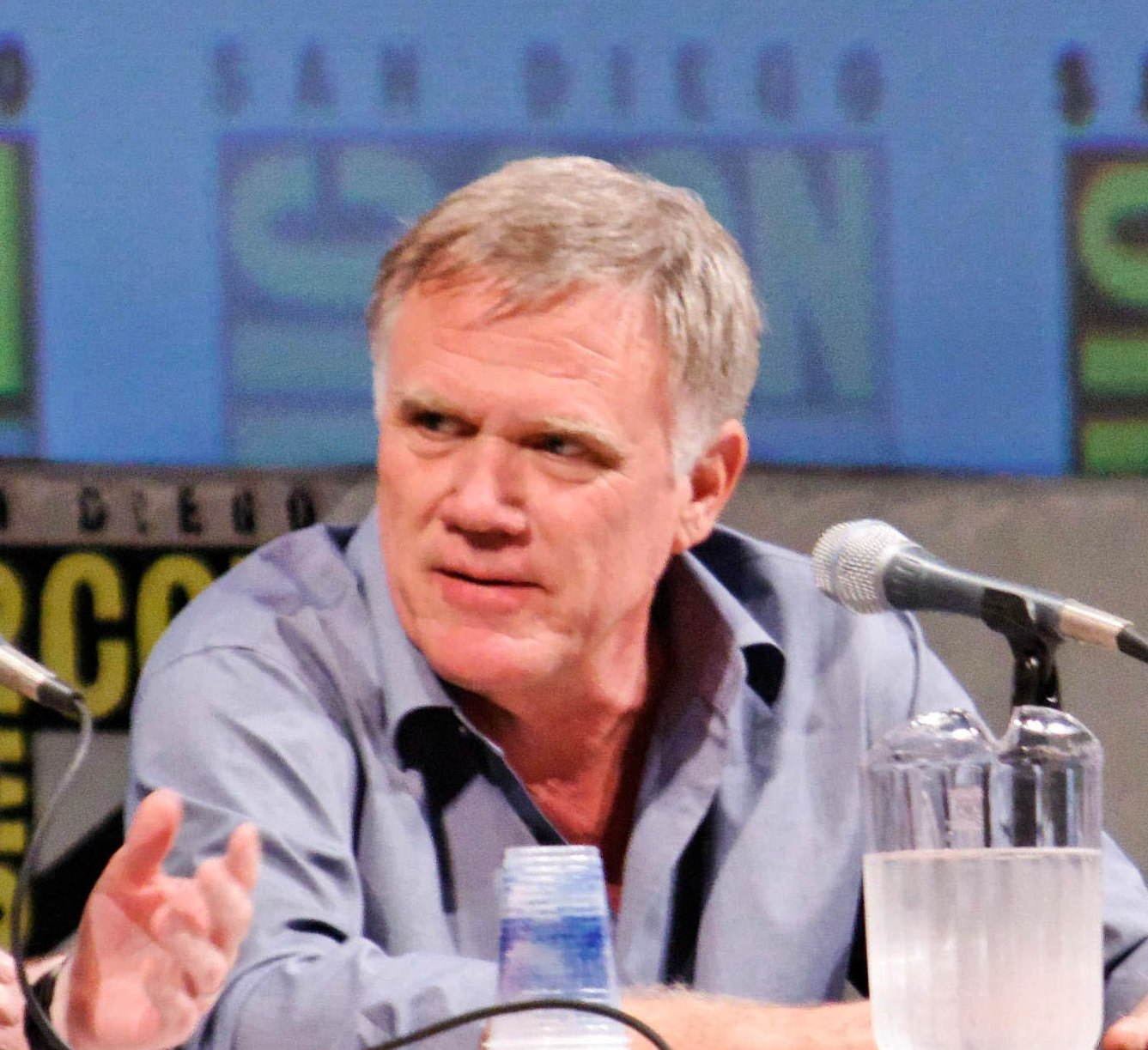
Joe Johnston, réalisateur de Captain America.

- Titre original : Captain America: The First Avenger
- Titre français : Captain America: First Avenger
- Titre québécois : Capitaine America : Le Premier Vengeur[1]
- Réalisation : Joe Johnston
- Scénario : Christopher Markus et Stephen McFeely, d'après le comics Captain America créé par Joe Simon et Jack Kirby
- Musique : Alan Silvestri
- Direction artistique : Andy Nicholson, Dean Clegg, John Dexter, Phil Harvey, Paul Kirby, Jason Knox-Johnston, Chris Lowe et Phil Sims
- Décors : Rick Heinrichs
- Costumes : Anna B. Sheppard
- Photographie : Shelly Johnson (en)
- Son : Scott Millan, David Parker, Jason W. Jennings
- Montage : Robert Dalva et Jeffrey Ford (en)
- Production : Kevin Feige et Amir Madani[2]
  - Production déléguée : Joe Johnston, Stan Lee, Louis D'Esposito (es), Alan Fine (en), Nigel Gostelow et David Maisel
  - Production associée : Mitchell Bell et Richard Whelan
  - Coproduction : Victoria Alonso (en) et Stephen Broussard
- Sociétés de production[3] : Marvel Studios, présenté par Paramount Pictures et Marvel Entertainment
- Sociétés de distribution : Paramount Pictures ; Universal Pictures International (Belgique)
- Budget : 140 millions de $[4]
- Pays de production :  États-Unis
- Langues originales : anglais, norvégien, français
- Format[5] : couleur (DeLuxe) / Noir et blanc - 35 mm / D-Cinema - 2,39:1 (Cinémascope) (Panavision) - son Dolby Digital | Datasat | SDDS | Dolby Surround 7.1 | Dolby Atmos
- Genre : action, aventures, science-fiction, super-héros
- Durée : 124 minutes
- Dates de sortie[6] :
  - États-Unis : 19 juillet 2011 (première mondiale à Hollywood)[7] ; 22 juillet 2011 (sortie nationale) ; 31 août 2018 (sortie en version IMAX) ; 12 novembre 2019 (sortie sur Disney+)
  - Québec : 22 juillet 2011[1]
  - France, Belgique, Suisse romande : 17 août 2011[8],[9]
- Classification[10] :
  - États-Unis : accord parental recommandé, film déconseillé aux moins de 13 ans (PG-13 - Parents Strongly Cautioned)[Note 2]
  - France : tous publics (conseillé à partir de 8 ans)[11],[12]
  - Belgique : tous publics (Alle Leeftijden)[8]
  - Suisse romande : interdit aux moins de 12 ans[13]
  - Québec : tous publics - déconseillé aux jeunes enfants (G - General Rating)[1]

## Distribution
- Chris Evans (VF : Maël Davan-Soulas ; VQ : Alexandre Fortin) : Steve Rogers / Captain America
- Hugo Weaving (VF : Féodor Atkine ; VQ : Sylvain Hétu) : Johann Schmidt / Crâne rouge
- Hayley Atwell (VF : France Renard ; VQ : Catherine Proulx-Lemay) : Peggy Carter
- Stanley Tucci (VF : Bernard Alane ; VQ : Jacques Lavallée) : Dr Abraham Erskine
- Tommy Lee Jones (VF : Yves Rénier ; VQ : Éric Gaudry) : le colonel Chester Phillips
- Sebastian Stan (VF : Axel Kiener ; VQ : Nicholas Savard L'Herbier) :  le sergent James « Bucky » Barnes
- Dominic Cooper (VF : Tony Marot ; VQ : Claude Gagnon) : Howard Stark
- Toby Jones (VF : Franck Capillery ; VQ : François Sasseville) : Dr Arnim Zola
- Neal McDonough (VF : Bruno Dubernat ; VQ : Antoine Durand) : Timothy « Dum Dum » Dugan
- Derek Luke (VF : Jean-Baptiste Anoumon ; VQ : Widemir Normil) : Gabe Jones
- Richard Armitage : Heinz Kruger
- Kenneth Choi (VF : Stéphane Miquel ; VQ : Pierre Auger) : Jim Morita
- J. J. Feild (VQ : Daniel Picard) : James Montgomery Falsworth
- Bruno Ricci (VF : lui-même) : Jacques Dernier
- Samuel L. Jackson (VF : Thierry Desroses ; VQ : Benoît Rousseau) : Nick Fury, directeur du SHIELD
- Michael Brandon (VF : Michel Bedetti ; VQ : René Gagnon) : le sénateur Brandt
- Anatole Taubman : Roeder
- Jan Pohl (en) : Hutter
- Erich Redman (en) : Schneider
- Martin Sherman (VF : Olivier Chauvel ; VQ : Stéphane Rivard) : l'assistant du sénateur Brandt
- Amanda Righetti : un agent du SHIELD
- Laura Haddock : la chasseuse d'autographe
- Natalie Dormer (VQ : Bianca Gervais) : Lorraine
- Stan Lee : un général (caméo)
- Jenna Coleman : Connie
- Colin Stinton : un chauffeur de taxi new-yorkais
- Leander Deeny : Steve Rogers (doublure pour les scènes où Steve est encore maigre[14])

 Source et légende : version française (VF) sur RS Doublage, AlloDoublage et selon le carton du doublage français sur le DVD zone 2 ; version québécoise (VQ) sur Doublage qc.ca

## Production

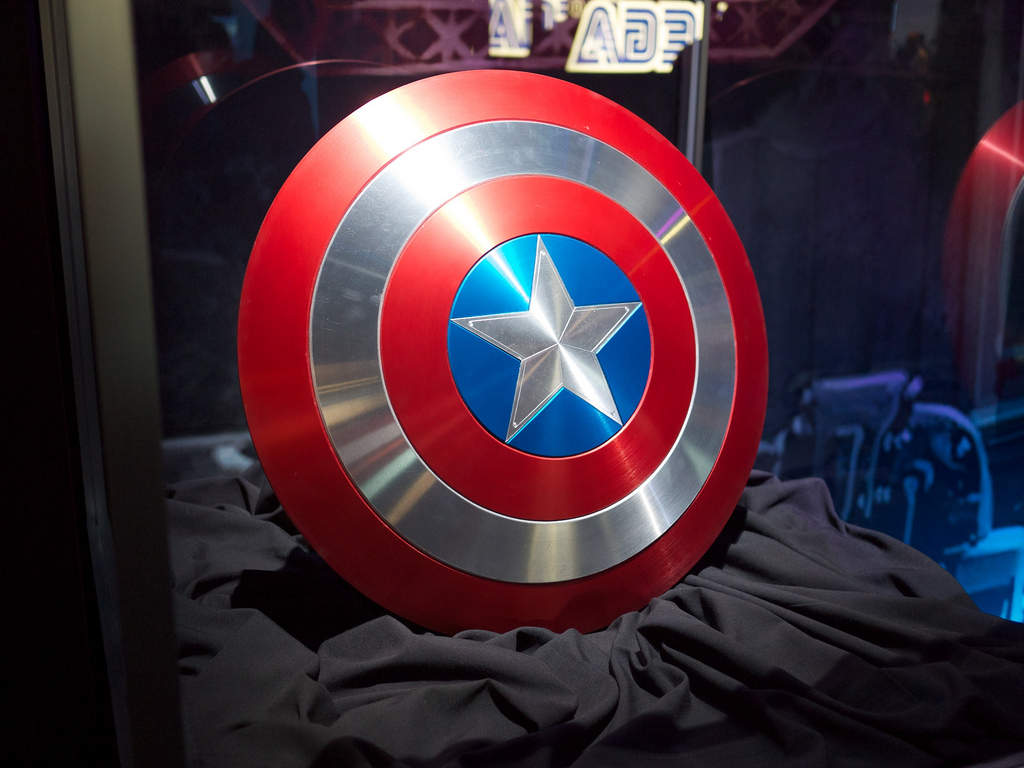
Le bouclier de Captain America.

### Genèse et développement
Le projet Captain America: First Avenger débute en 1997 et devait être originellement distribué par Artisan Entertainment. Cependant, un procès (plus tard classé sans suite) met un coup d'arrêt au projet jusqu'en septembre 2003. Après avoir reçu une subvention de Merrill Lynch, les droits de distribution sont acquis par Paramount Pictures.
Les réalisateurs Jon Favreau et Louis Leterrier avaient été approchés par la production avant que Joe Johnston ne fasse part de son intérêt en 2008. C'est finalement lui qui est choisi en mars 2010. Le producteur Kevin Feige explique son choix : « J’admire son travail depuis l’époque où il concevait les effets spéciaux de Star Wars, épisode IV : Un nouvel espoir. Sa carrière le conduit aujourd’hui à réaliser un film produit par les studios Marvel ; un film sur le fil du rasoir, contemporain mais qui a du cœur. Son film Ciel d'octobre était déjà une œuvre cinématographique remarquable. Johnston a toujours été sur la même longueur d’onde que les producteurs et répété à l’envi que le sujet du film devait être Steve Rogers et son cheminement intérieur ».

### Scénario
Dans les comics, le chef d'HYDRA est le baron Wolfgang Von Strucker, rôle qui revient dans le film à Crâne rouge. Le réalisateur Joe Johnston avait d'abord envisagé que le groupe des Envahisseurs fasse une apparition dans la seconde moitié du film, ainsi que les membres des Vengeurs,, mais a finalement renoncé à cette idée. L'équipe de soldats qui accompagne Captain America durant la seconde partie est celle des Howling Commandos qui, dans les comics, est commandée par Nick Fury durant le conflit mondial. L'un des membres britanniques du commando est nommé James Falsworth, qui était dans les comics le nom d'Union Jack, l'un des membres des Envahisseurs. Les Vengeurs n'apparaissent pas dans le film proprement dit, mais dans un teaser d'Avengers, qui suit le générique de fin. Le Tesseract est inspiré du Cube cosmique, un élément récurrent dans l'univers des comics Marvel.
Il était un temps question qu'il y ait des caméos des mutants Wolverine et Magnéto, mais les droits de ces personnages issus des comics X-Men pour le cinéma appartiennent à la 20th Century Fox.

### Attribution des rôles

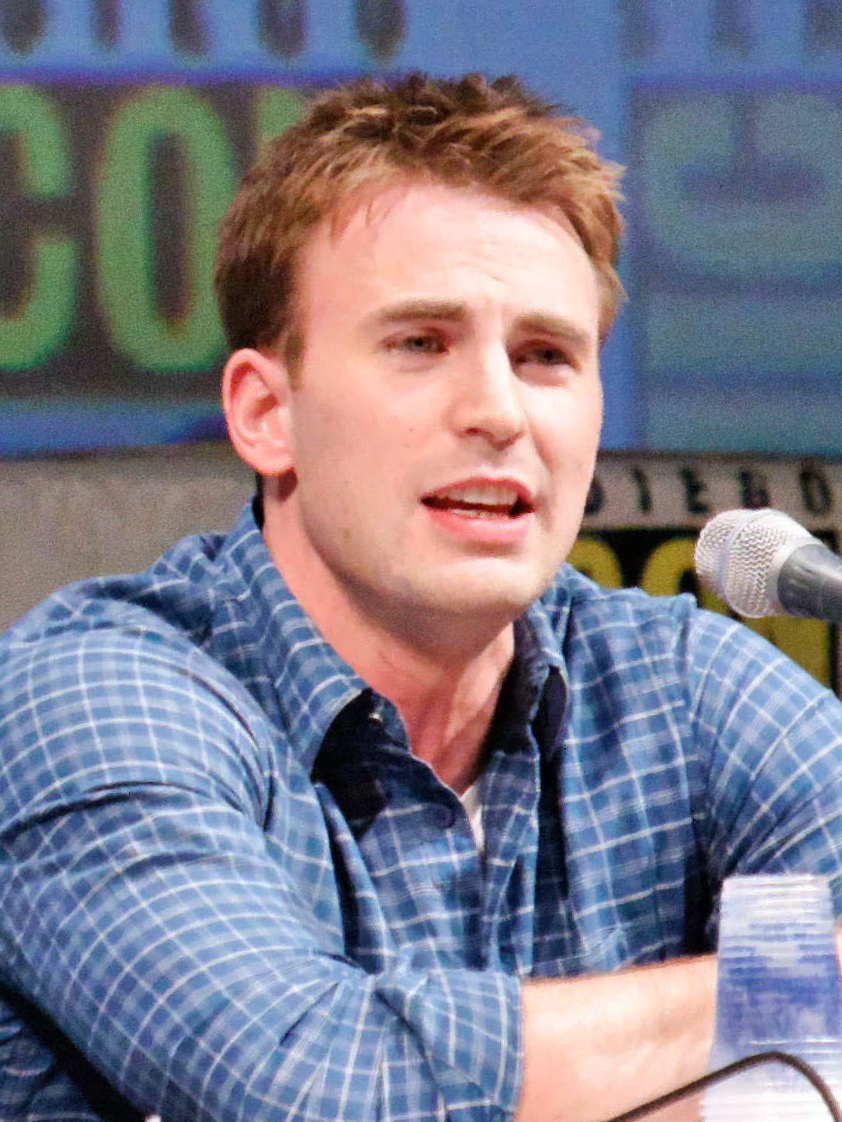
Chris Evans dans le rôle de Steve Rogers, alias Captain America.

Bien que certains super-héros américains de comics soient parfois interprétés par des non-Américains (comme Christian Bale en Batman, Andrew Garfield en Spider-Man, Eric Bana pour Hulk ou encore Henry Cavill dans la peau de Superman), les producteurs du film ont absolument voulu un acteur américain pour incarner Captain America. Alors que les noms de, Will Smith[réf. nécessaire], Garrett Hedlund, Channing Tatum[réf. nécessaire], Scott Porter, Mike Vogel, Wilson Bethel, John Krasinski, Michael Cassidy, Chace Crawford, Jensen Ackles, Kellan Lutz, Ryan Phillippe ou encore Alexander Skarsgård[réf. nécessaire] ont circulé, c'est finalement Chris Evans qui est choisi en mars 2010 pour le rôle,. Il avait déjà joué dans deux adaptations de comics Marvel : Les Quatre Fantastiques (2005) et Les Quatre Fantastiques et le Surfer d'argent (2007) dans le rôle de Johnny Storm / La Torche humaine. 
Sebastian Stan, qui était également pressenti pour jouer le rôle-titre, est annoncé en avril dans le rôle de James « Bucky » Barnes.
L'acteur australo-britannique Hugo Weaving est confirmé en mai pour incarner le principal antagoniste du film, Crâne rouge. Il tourne ainsi de nouveau sous la direction de Joe Johnston après Wolfman (2010).
En juin, le vétéran Tommy Lee Jones est officialisé dans le rôle du colonel Chester Phillips. L'acteur a déjà joué dans une adaptation de comics en 1995, année durant laquelle il interprète Harvey Dent / Double-Face dans le film Batman Forever de Joel Schumacher.
La production fait passer une audition à plusieurs Français pour le personnage « le Frenchie » Jacques Dernier, et retient Bruno Ricci (Luciano Ortega dans La Loi de Murphy).
L'acteur de théâtre britannique Leander Deeny a été choisi pour son petit gabarit pour « incarner » le corps maigrelet de Steve Rogers avant l'expérience du Dr Erskine. Le visage de Chris Evans a ensuite été rajouté par ordinateur.

### Tournage

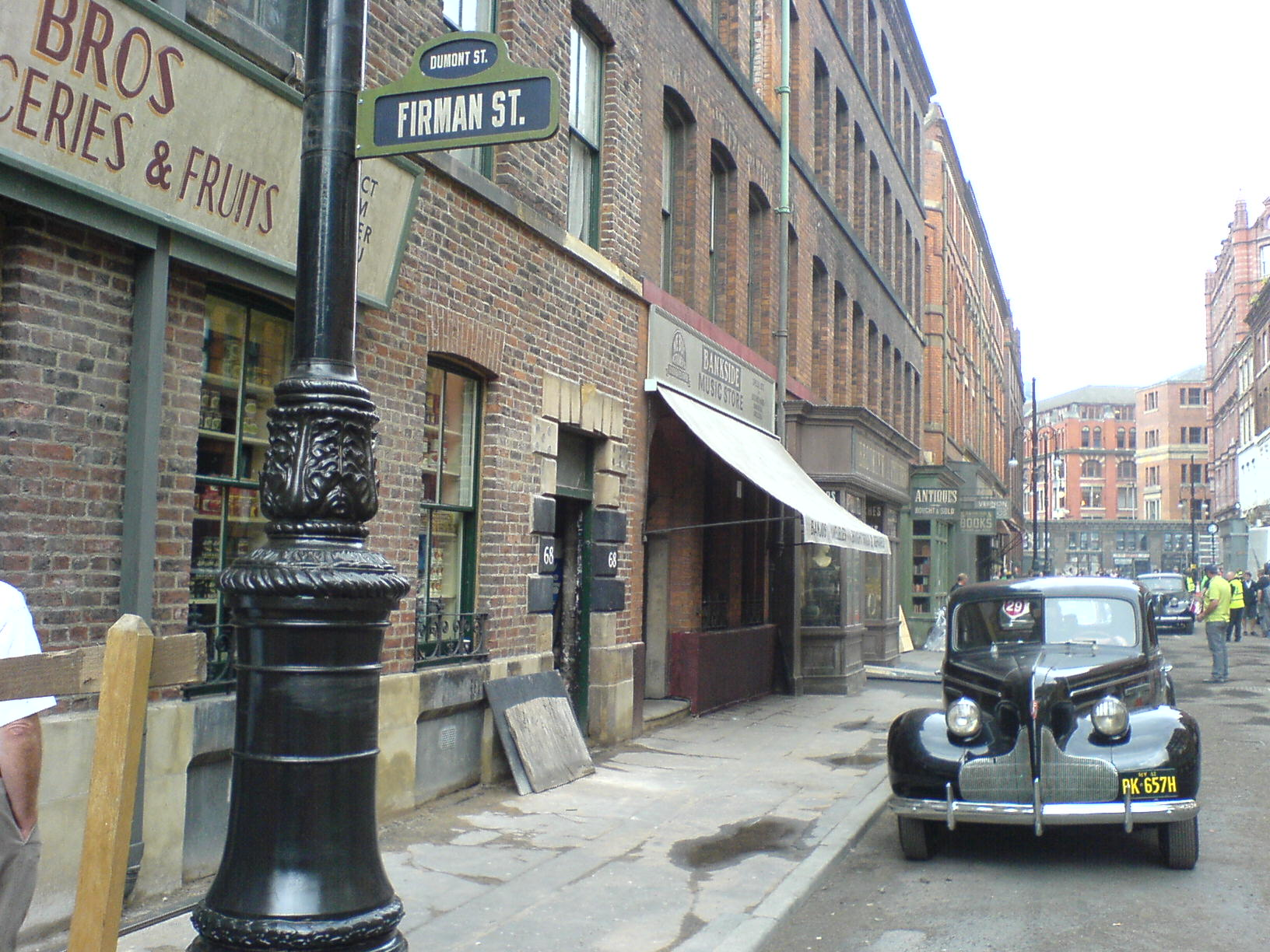
Un lieu de tournage du film, à Manchester sur Dale Street à l'angle de Paton Street, dans le quartier historique du Northern Quarter.

La production de Captain America: First Avenger débute en juin 2010 et le tournage prend place à Londres, Manchester et Liverpool au Royaume-Uni, et à Los Angeles aux États-Unis.
Le corps de l'acteur principal Chris Evans, qui avait gagné en masse musculaire pour les besoins du film, a été artificiellement rétréci à l'aide d'effets spéciaux numériques pour le faire apparaître petit et malingre durant la première demi-heure de film, pour les besoins des scènes où il interprète Steve Rogers avant sa transformation. Dans certains plans où le personnage devait se tenir immobile, la tête du comédien était incrustée sur le corps d'une doublure, l'acteur britannique Leander Deeny. 85 % des scènes où Steve Rogers apparait sous sa forme d'origine ont cependant été interprétées par Chris Evans lui-même. Ces scènes ont été filmées en deux prises, l'une avec Chris Evans et l'autre avec Leander Deeny qui reproduisait la gestuelle du premier ; le corps de Chris Evans était ensuite rétréci en post-production afin de correspondre aux proportions physiques de sa doublure,,.

## Musique
Bandes originales de l'Univers cinématographique Marvel
Thor
(2011) Avengers
(2012)
Alan Silvestri signe la bande originale du film. Le morceau Star Spangled Man est composé par Alan Menken.
Liste des titres
| 1.    | Captain America Main Titles   | 0:56 |
| 2.    | Frozen Wasteland              | 1:53 |
| 3.    | Schmidt's Treasure            | 3:01 |
| 4.    | Farewell to Bucky             | 2:50 |
| 5.    | Hydra Lab                     | 1:54 |
| 6.    | Training the Supersoldier     | 1:08 |
| 7.    | Schmidt's Story               | 1:59 |
| 8.    | VitaRays                      | 4:25 |
| 9.    | Captain America « We Did It » | 1:59 |
| 10.   | Kruger Chase                  | 2:55 |
| 11.   | Hostage On the Pier           | 2:46 |
| 12.   | General's Resign              | 2:18 |
| 13.   | Unauthorized Night Flight     | 3:13 |
| 14.   | Troop Liberation              | 5:06 |
| 15.   | Factory Inferno               | 5:06 |
| 16.   | Triumphant Return             | 2:16 |
| 17.   | Howling Commando's Montage    | 2:16 |
| 18.   | Hydra Train                   | 3:27 |
| 19.   | « Rain Fire Upon Them »       | 1:39 |
| 20.   | Motorcycle Mayhem             | 3:05 |
| 21.   | Invasion                      | 5:09 |
| 22.   | Fight on the Flight Deck      | 3:30 |
| 23.   | « This is My Choice »         | 3:26 |
| 24.   | Passage of Time               | 1:35 |
| 25.   | Captain America               | 1:08 |
| 26.   | Star Spangled Man             | 2:53 |
| 27.   | Captain America March         | 2:36 |
| 71:53 |                               |      |

## Sortie et accueil

### Avant-première

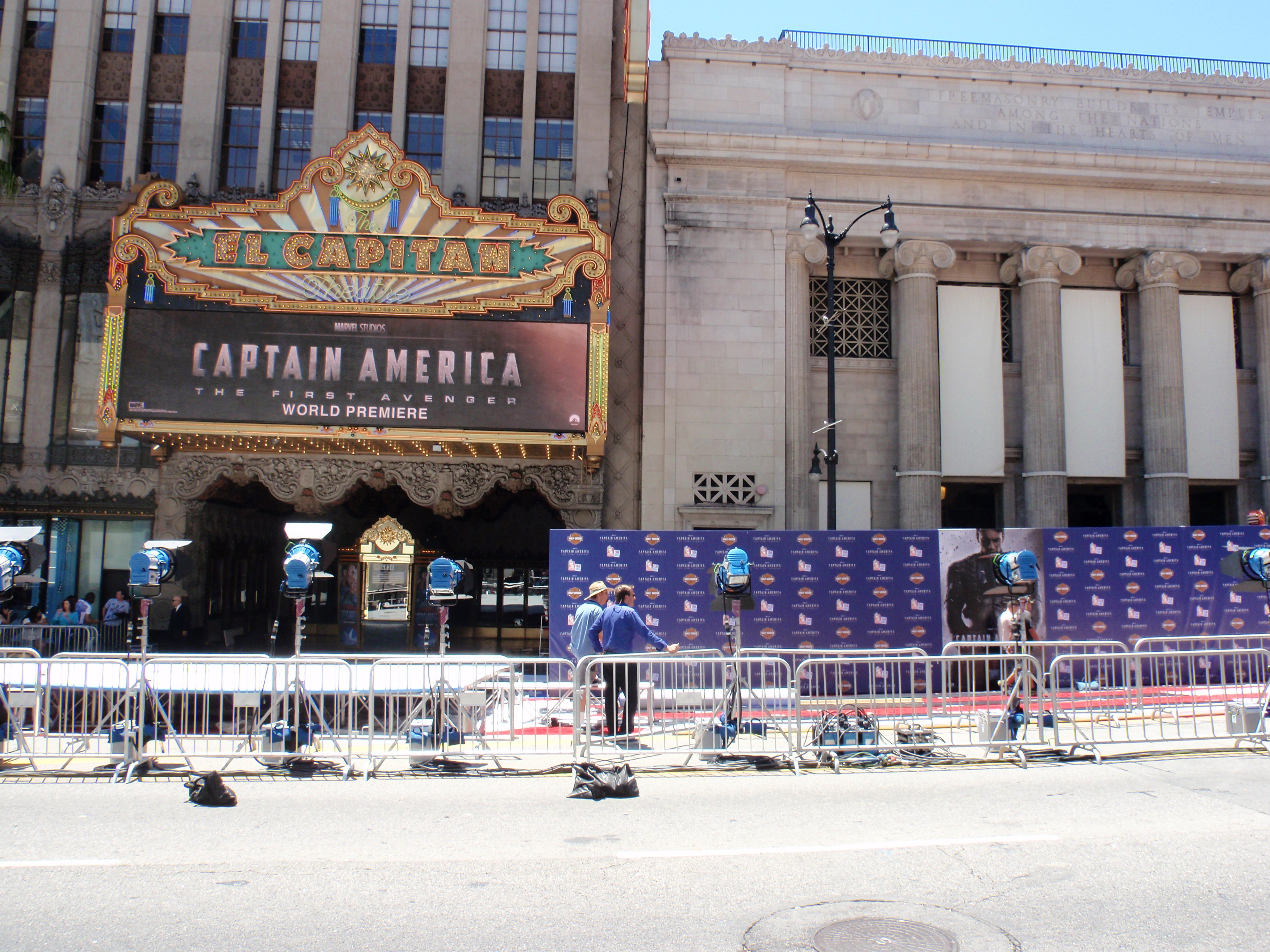
Préparation pour la première du film au El Capitan Theatre à Hollywood le 19 juillet 2011.

La première mondiale du film est organisée par Disney au El Capitan Theatre sur Hollywood Boulevard le 19 juillet 2011.

### Accueil critique
Aux États-Unis, le film reçoit des critiques globalement positives dans la presse. Sur l'agrégateur Rotten Tomatoes, il obtient 80 % d'opinions favorables, pour 267 critiques recensées. Sur Metacritic, il décroche une moyenne de 66/100 pour 43 critiques.
En France, le site Allociné propose une note moyenne de 3,3/5 à partir de l'interprétation de 22 critiques de presse recensées. Du côté des critiques positives, Philippe Ross écrit dans Télé 7 jours que Captain America « effectue un retour gagnant sur les écrans » et que Chris Evans « trouve, enfin, la consécration qu'il mérite ». Dans Excessif, Maxime Claudel souligne le travail du réalisateur Joe Johnston qui « mélange les genres - action, aventure, guerre - et nous livre un cocktail très efficace. Sans fausse note. Sans mauvais goût ». Gilles Penso de L'Écran fantastique trouve que « le spectacle ne déçoit jamais, et l'épilogue en forme de porte ouverte remplit allègrement sa fonction : donner envie de découvrir toutes affaires cessantes l'aventure collégiale des Vengeurs ! » Dans Mad Movies, Stéphane Moïssakis apprécie le film même s'il « souffre par moments de son approche un brin désuète et manque clairement d'une vraie grosse scène d'action spectaculaire à la hauteur du personnage ». Alex Masson du magazine Première remarque que le film joue parfaitement « le décalage entre une ambition de blockbuster et cette dimension assumée de cinoche à l'ancienne dont le réalisateur tire le meilleur parti » avec un « timing parfait, répliques qui font mouche, ironie mordante ».
Certains journalistes critiques sont plus partagés : sur le site FilmsActu, Yann Rutledge écrit « Ce n'est peut-être pas le film de super-héros (X-Men : Le Commencement est passé par là), mais après L'Incroyable Hulk, Iron Man et Thor, Captain America reste de loin le meilleur de la série des Vengeurs ». Stéphanie Belpêche du Journal du dimanche regrette quant à elle un « manque d'émotion [...] malgré une lecture politique pertinente ». Dans Télérama, Matthieu Giroux souligne que le film « aurait pu verser dans un patriotisme grossier » mais que « son second degré en fait une plaisante adaptation de bande dessinée ».
Du côté des avis négatifs, Stéphane Dreyfus écrit dans La Croix que « les effets spéciaux, certes spectaculaires, prennent peu à peu toute la place dans cet honnête divertissement ». Sébastien Chapuys du site internet Critikat regrette que « le film souffre d'une absence de personnalité et d'inspiration si flagrante que c'en devient embarrassant ».

### Box-office
Captain America: First Avenger rapporte 4 millions de dollars aux États-Unis lors des séances de minuit, alors que les films Thor, Green Lantern et X-Men : Le Commencement n'avaient remporté que 3,25 millions et 3,5 millions à la même période[pas clair][réf. nécessaire]. Il démarre à 25,7 millions de dollars pour son premier jour d'exploitation et 65 millions de dollars pour son premier week-end en salles, en étant le second meilleur démarrage lors d'un week-end d'un film de superhéros en 2011 derrière Thor (65,7 millions de dollars). Captain America est classé à la troisième place des meilleures recettes d'un film se déroulant durant la Seconde Guerre mondiale, derrière Il faut sauver le soldat Ryan et Pearl Harbor.
En France, le film prend la seconde place du box-office avec 444 480 entrées lors de sa première semaine en salles et enregistre 1 062 166 entrées en fin d'exploitation, ce qui est l'un des plus faibles scores pour un film de l'Univers Cinématographique Marvel sur le territoire français.
| Pays ou région        | Box-office        | Date d'arrêt du box-office | Nombre de semaines |
| --------------------- | ----------------- | -------------------------- | ------------------ |
| États-Unis et Canada  | 176 654 505 $     | 10 novembre 2011           | 16                 |
| France                | 1 061 166 entrées | 4 octobre 2011             | 7                  |
| Total hors États-Unis | 193 915 269 $     | 22 novembre 2011           | 20                 |
| Total mondial         | 370 569 774 $     | 22 novembre 2011           | 20                 |

## Distinctions
Entre 2011 et 2012, le film Captain America: First Avenger a été sélectionné 50 fois dans diverses catégories et a remporté 4 récompenses.

### Nominations
- Teen Choice Awards 2011 :
  - Meilleur film de l'été
  - Meilleur acteur de cinéma de l'été pour Chris Evans
- MTV Movie Awards 2012 : meilleur héros pour Chris Evans

## Autour du film
Le 1er juillet 2013, Disney rachète les droits de distribution sur quatre films Marvel distribués par Paramount Pictures entre 2008 et 2011 : Iron Man, Iron Man 2, Thor et Captain America: First Avenger.

## Éditions en vidéo
Le film sort en DVD et Blu-ray le 9 décembre 2011.

## Jeu vidéo
Le jeu vidéo tiré du film, Captain America : Super Soldat, est commercialisé le 19 juillet 2011 aux États-Unis sur consoles PlayStation 3 et Xbox 360. Il prend quelques libertés par rapport au film. Des versions Nintendo DS et Wii sont également sorties,.

## Suites

### Films
Courant 2011, Kevin Feige, président de Marvel Studios, annonce une suite au film. Elle s'inscrit dans la continuité de l'univers cinématographique Marvel (en tant que 9e étape dans la phase 2) et est sortie en 2014. Intitulée Captain America : Le Soldat de l'hiver, réalisée par Anthony et Joe Russo.
Un 3e film centré sur Captain America, Captain America: Civil War, est sorti en mai 2016. Il compte comme la 13e étape et débute la phase 3.
Un 4e film, mettant pour la première fois en scène Sam Wilson dans le rôle titre est annoncé en avril 2021. Titré Captain America: Brave New World, il fait suite à la série Falcon et le Soldat de l'hiver et sort en février 2025.

### Agent Carter
En septembre 2013, Marvel sort un court métrage sur l'agent Carter pour les besoins de la sortie Blu-ray du film Iron Man 3. En janvier 2014, la chaîne ABC confirme la mise en chantier d'une série centrée sur le personnage. La première saison débute en janvier 2015. En mai, la série est renouvelée pour une seconde saison. En mai 2016, la chaîne annule la série.

### What If...?
En 2021, un épisode de la série d'animation What If...?, faisant partie de la phase 4, présente une version alternative du film où Peggy Carter reçoit le sérum de super soldat à la place de Steve Rogers.